# Ihor Pokyd´ko
Ihor Romanowycz Pokyd´ko, ukr. Ігор Романович Покидько, ros. Игорь Романович Покидько, Igor Romanowicz Pokid´ko (ur. 15 lutego 1965 w Tarnopolu, Ukraińska SRR) – ukraiński piłkarz, grający na pozycji obrońcy, reprezentant Ukrainy, sędzia piłkarski.

## Kariera piłkarska

### Kariera klubowa
W 1988 rozpoczął karierę piłkarską w Nywie Tarnopol. W latach 1992–1993 bronił barw klubu Weres Równe, ale potem powrócił do Nywy, w której zakończył karierę piłkarską.

### Kariera reprezentacyjna
27 kwietnia 1993 debiutował w reprezentacji Ukrainy w meczu towarzyskim z Izraelem, zremisowanym 1:1.

## Kariera sędziowska
Po zakończeniu kariery piłkarskiej rozpoczął karierę sędziowską. Od 2001 sędziował mecze Pierwszej Lihi, a od 2004 Wyższej Lihi Ukrainy. Również pracował w Ukraińskim Związku Piłki Nożnej.